# Конкани (језик)
Конкани језик (कोंकणी, Konknni, ಕೊಂಕಣಿ, കൊങ്കണി) је дијалект маратхи језика, и углавном се говори у индијској држави Гоа. Пошто је Гоа преко 400 година била португалска колонија, на конкани језик је велики утицај извршио португалски језик, а у новије време енглески.
Конкани језик се записује деванагари писмом, а постоји и латинична верзија. Језик је у опасности да изумре, јер су хинди и енглески језик постали главни језици споразумевања у Гои.